# Діана Брачо
Діана Брачо Бордес (ісп. Diana Bracho Bordes; нар. 12 грудня1944, Мехіко) — мексиканська акторка театру, кіно та телебачення.

## Життєпис
Народилася 12 грудня 1944 року у Мехіко в родині актора і режисера Хуліо Брачо (1909—1978) та Діани Бордес, акторки і танцюристки. Її тітки — акторки Андреа Пальма (1993—1987) та Долорес дель Ріо. Її двоюрідні сестри — акторки Марсела Бордес і Хульєта Брачо. Її племінник — актор Хуліо Брачо Кастільйо. Її родичем є актор Рамон Новарро.
1949 року, у 6-річному віці, дебютувала в кіно в невеликій ролі у батьковому фільмі «Святий Феліпе Іісусів». Вивчала філософію та літературу у Нью-Йорку. 1973 року дебютувала на телебаченні, зігравши у теленовелах «Моє перше кохання» та «Знедолені». Того ж року за роль у фільмі «Замок чистоти» Артуро Ріпштейна отримала премію Арієль як найкраща акторка другого плану.
У 2002—2006 роках на посаді президента Мексиканської академії кінематографічних мистецтв та наук.
2022 року удостоєна почесної премії Золотий Арієль за кар'єрні досягнення.

## Особисте життя
1967 року Брачо вступила у шлюб зі своїм кузеном Феліпе, викладачем університету. Народила дочку Андреа. Розлучилися 1972 року. 1980 року її другим чоловіком став художник Рафаель Кортес. Акторка овдовіла у березні 2011 року.

## Вибрана фільмографія
| Рік       |    | Українська назва                   | Оригінальна назва                      | Роль                                  |
| --------- | -- | ---------------------------------- | -------------------------------------- | ------------------------------------- |
| 1949      | ф  | Святий Феліпе Іісусів              | San Felipe de Jesús                    | Розалія в дитинстві                   |
| 1973      | ф  | Замок чистоти                      | El castillo de la puerza               | Утопія                                |
| 1973      | с  | Моє перше кохання                  | Mi primer amor                         | Елена                                 |
| 1973      | с  | Знедолені                          | Los miserables                         | Козетта                               |
| 1974      | тф | Дім Бернарди Альби                 | La casa de Bernarda Alba               | Амелія                                |
| 1975      | ф  | Події на шахті Марусія             | Actas de Marusia                       | Луїса                                 |
| 1979      | ф  | Тітка Алехандра                    | La tía Alejandra                       | Лусія                                 |
| 1979      | ф  | Пекло, якого ми всі боїмося        | El infierno de todos tan temido        | Андреа                                |
| 1982      | ф  | Антуанетта                         | Antonieta                              | Хуана                                 |
| 1982      | с  | Леона Вікаріо                      | Leina Vicario                          | Леона Вікаріо                         |
| 1986—1987 | с  | Вовче лігво                        | Cuna de lobos                          | Леонора Наварро де Ларіос             |
| 1988      | ф  | Таємниця Ромелії                   | El secreto de Romelia                  | Долорес де Роман                      |
| 1991      | с  | Гіркі тенета                       | Cadenas de amargura                    | Еванхеліна Віскаїно Лара              |
| 1993      | с  | Примха                             | Capricho                               | Еухенія Монтаньйо де Аранда           |
| 1994—1995 | с  | Політ орлиці                       | El vuelo de águila                     | Сара Перес де Мадеро                  |
| 1995      | с  | Алондра                            | Alondra                                | Алондра (голос у сцені зі щоденником) |
| 1996      | ф  | Між Панчо Вільєю і оголеною жінкою | Entre Pancho Villa y una mujer desnuda | Джина Лопес                           |
| 1998—1999 | с  | Привілей кохати                    | El privilegio de amar                  | Ана Хоакіна в молодості               |
| 1999      | с  | Пекло в раю                        | Infierno en el paraíso                 | Даріана Вальдівія                     |
| 1999      | с  | Жінка, випадки з реального життя   | Mujer, casos de la vida real           | Аврора                                |
| 2001      | ф  | І твою маму теж                    | Y tu mamá también                      | Сільвія Альєнде де Ітурбіде           |
| 2002      | ф  | Обличчя Місяця                     | Las caras de la luna                   | Магдалена Ойос                        |
| 2003      | ф  | Мріючи про Джулію                  | Dreaming of Julie (Cuba Libre)         | Бета                                  |
| 2006      | с  | Любовні рани                       | Heridas de amor                        | Берта де Арагон                       |
| 2007      | ф  | Легенда про привида                | J-ok'el                                | Джокель (Ла Йорона)                   |
| 2008      | с  | Вогонь у крові                     | Fuego en la sangre                     | донья Габріела Асеведо де Елісондо    |
| 2008      | ф  | Божий промисел                     | Divina confusión                       | Хулія                                 |
| 2010      | с  | Жінки-вбивці                       | Mujeres asesinas                       | Норма Бланко де ла П'єдра             |
| 2011      | с  | Рафаела                            | Rafaela                                | Морелія Ечаваррія де ла Вега          |
| 2015      | кф | Красуня Марія                      | María Bonita                           | Марія Фелікс                          |
| 2016      | с  | Готель таємниць                    | El hotel de los secretos               | Тереза Лангре де Аларкон              |
| 2017—2019 | с  | Мій чоловік має сім’ю              | Mi marido tiene familia                | Бланка Гомес де Корсега               |
| 2021      | с  | Що станеться з моєю родиною?       | ¿Qué le pasa a mi familia?             | Лус Торрес де Руеда                   |
| 2023      | с  | Наречена з Мехіко                  | Eternamente amándonos                  | Мартіна Рангель де Ітурбіде           |

## Нагороди та номінації
Арієль
- 1973 — Найкраща акторка другого плану (Замок чистоти).
- 1976 — Номінація на найкращу акторку (Події на шахті Марусія).
- 1980 — Найкраща акторка другого плану (Пекло, якого ми всі боїмося).
- 1996 — Номінація на найкращу акторку (Між Панчо Вільєю і оголеною жінкою).
- 2002 — Номінація на найкращу акторку другого плану (Обличчя Місяця).
- 2022 — Золотий Арієль за кар'єрні досягнення.

TVyNovelas Awards
- 1987 — Найкраща акторка (Вовче лігво).
- 1992 — Найкраща акторка (Гіркі тенета).
- 1994 — Найкраща лиходійка (Примха).
- 2007 — Номінація на найкращу роль у виконанні заслуженої акторки (Любовні рани).
- 2009 — Найкраща лиходійка (Вогонь у крові).
- 2017 — Номінація на найкращу лиходійку (Готель таємниць).
- 2018 — Найкраща акторка другого плану (Мій чоловік має сім’ю).
- 2019 — Номінація на найкращу роль у виконанні заслуженої акторки (Мій чоловік має сім’ю).

El Heraldo de México
- 1972 — Найкраща акторка другого плану (Замок чистоти).

ACE Awards
- 1989 — Найкраща акторка (Таємниця Ромелії).

Bravo Awards
- 1998 — Найкраща театральна акторка (за роль Марії Каллас у постановці Майстер-клас).
- 2000 — Найкраща лиходійка (Пекло в раю).
- 2007 — Найкраща акторка (Любовні рани)[4].
- 2009 — Найкраща лиходійка (Вогонь у крові).